# Ogólnonarodowa Partia Socjaldemokratyczna
Ogólnonarodowa Partia Socjaldemokratyczna (kaz.: Жалпыұлттық Социал-Демократиялық Партия; ros.: Общенациональная Социал-Демократическая Партия) – kazachska centrolewicowa partia polityczna.
Partia została zarejestrowana 25 stycznia 2007 roku, jej liderem został Żarmachan Tujakbaj, kandydat opozycji na prezydenta w wyborach w dniu 4 grudnia 2005 roku. W wyborach parlamentarnych 18 sierpnia 2007 roku zdobyła drugie miejsce z 4,5% głosów i nie przekroczyła klauzuli zaporowej aby wejść do parlamentu. W kolejnych wyborach, które odbyły się 15 stycznia 2012 roku zdobyła 1,68% głosów i ponownie nie uzyskała mandatów w Mażylisie. Wybory parlamentarne 20 marca 2016 roku również nie skutkowały wejściem partii do parlamentu – ugrupowanie Tujakbaja zdobyło jedynie 1,18% głosów.
Partia jest uważana za frakcję najbardziej opozycyjną do polityki rządzącej partii Nur Otan. W 2012 roku partia została konsultantem Międzynarodówki Socjalistycznej.